# Sacrosancta
Sacrosancta, po začetnih besedah tudi Quæ Sancta (slovensko: Ta sveti zbor) je koncilski odlok, ki ga je izdal na svoji 5. seji (od 45-ih) Konstanški koncil 6. aprila 1415.

## Ozadje
Konstanški koncil sta sklicala kralj Sigismund in Janez XXIII.  (koncilsko-pizanski papež), da bi odpravil zahodni razkol, ki je pohujševal krščanstvo že od 1378. Poleg odprave razkola se je koncil ukvarjal z obnovo Cerkve »in capite et in membris« (»v glavi in v udih«), kakor tudi z odpravo herezij. Obsodba Jana Husa in usmrtitev s sežigom na grmadi, kakor tudi sam odlok »Haec Sancta« oziroma »Sacrosancta« izzvenita kot resna grožnja trmastim papežem, da bodo tudi oni podobno končali, če bodo obsojeni kot zakrknjeni heretiki in razkolniki. Zdi se, da je grožnja dosegla svoj cilj.
Sacrosancta oziroma Heac Sancta razglaša, da Konstanški koncil prejema svojo oblast neposredno od Kristusa in da je njegova veljava višja celo od papeževe. Verjetno je, da ta odlok nastal pod vplivom konciliarizma; vendar pa ne moremo spregledati, da je nastal tudi po sili razmer, ko so krščanstvu vladali trije papeži, ki so vsi menili, da so pravi nasledniki apostola Petra. Poleg tega pa je s koncila pobegnil papež Janez XXIII. in tako hotel onemogočiti njegovo nadaljevanje. To je pa preprečil svetorimski kralj oziroma cesar, kakor tudi koncilski očetje, ki so menili, da je to edini način za obnovitev krščanske sloge.
Za ohranitev obnovitvenega duha in nadzora nad papežem je koncil izdal še odlok »Frequens«. 